# Revillagigedo Island
Revillagigedo Island è una delle isole dell'Arcipelago Alessandro, nell'Alaska sud-orientale, Stati Uniti d'America. Amministrativamente appartiene al Borough di Ketchikan Gateway e si trova all'interno della Tongass National Forest.

## Geografia
L'isola è lunga circa 89 km (asse nord-sud) e larga 48 (asse est-ovest) per una superficie totale di 2965 km² il che la rende la 166° isola al mondo per dimensioni e la 12° degli Stati Uniti. L'altitudine massima è quella del monte Reid (1 400 metri s.l.m.) nella parte nord-est dell'isola.
Il canale Behm separa l'isola Revillagigedo dalla terraferma circondandola su tre lati (ovest-nord-est); a sud-ovest lo stretto canale Tongass Narrows la divide da Gravina Island; sempre a ovest, al di là dello stretto di Clarence, si trova l'isola Principe di Galles; infine a sud il canale Revillagigedo la divide da Annette Island.
Vi sono due cittadine sull'isola: Ketchikan e Saxman. Ketchikan, che si affaccia sul Tongass Narrow ha il suo aeroporto sull'isola Gravina. Al censimento del 2000 l'intero Borough di Ketchikan Gateway contava 14 070 abitanti e la cittadina di Ketchikan 7 922. Le principali industrie di Revillagigedo sono: pesca, industria conserviera, legname e turismo.

### Insenature e altre masse d'acqua
Intorno all'isola sono presenti le seguenti insenature marine:
- Lato orientale (parte orientale del canale di Behm da nord a sud):[5]
  - Baia di Portage (Portage Cove)[6] 55°46′22″N 131°02′37″W
  - Baia di Grace (Grace Cove)[7] 55°40′40″N 130°57′50″W
  - Baia di Manzanita (Manzanita Bay)[8] 55°35′20″N 130°57′22″W
  - Baia di Sargent (Sargent Bay)[9] 55°33′44″N 130°58′16″W
  - Baia di Ella (Ella Bay)[10] 55°30′02″N 130°59′09″W
  - Baia di Wasp (Wasp Cove)[11] 55°25′45″N 130°59′06″W
  - Baia di Princess (Princess Bay)[12] 55°21′41″N 131°00′17″W
  - Baia di Alava (Alava Bay)[13] 55°13′38″N 131°07′54″W
- Lato occidentale (parte occidentale del canale di Behm da nord a sud):[5]
  - Canale di Hassler (Hassler Pass)[14] 55°52′52″N 131°35′13″W - Divide le isole di Revillagigedo e Hassler (Hassler Island) a oriente.
  - Canale di Gedney (Gedney Pass)[15] 55°51′00″N 131°42′00″W - Divide le isole di Revillagigedo e Hassler (Hassler Island) a sud. Il canale termina con la baia di Shrimp (Shrimp Bay) e la baia di Klu (Klu Bay).
  - Baia di Neets (Neets Bay)[16] 55°46′00″N 131°42′00″W - All'interno della baia si trovano altre due insenature minori (Rockfish Cove e Fire Cove).
  - Baia di Traitors (Traitors Cove)[17] 55°43′09″N 131°38′30″W
  - Baia di Francis (Francis Cove)[18] 55°39′29″N 131°42′32″W
  - Baia di Naha (Naha Bay)[19] 55°35′54″N 131°39′43″W
  - Insenatura di Long (Long Arm)[20] 55°34′39″N 131°38′44″W
  - Baia di Moser (Moser Bay)[21] 55°33′45″N 131°39′48″W
  - Canale di Clover (Clover Passage)[22] 55°30′42″N 131°45′00″W - Divide l'isola di Betton (Betton Island) dall'isola di Revillagigedo.
- Lato meridionale, sugli stretti di Tongass:[5]
  - Baia di fango (Mud Bay)[23] 55°25′03″N 131°45′54″W
  - Baia di Ward (Ward Bay)[24] 55°24′07″N 131°43′38″W
- Lato meridionale, sul canale di Revillagigedo:[5]
  - Insenatura di Carroll (Carroll Inlet) 55°18′38″N 131°29′14″W
  - Insenatura di George (George Inlet) 55°18′38″N 131°29′14″W
  - Baia di Coho (Coho Cove)[25] 55°16′11″N 131°22′09″W
  - Insenatura di Thorne (Thorne Arm) 55°15′10″N 131°19′56″W

### Promontori
Sull'isola sono presenti alcuni promontori:
- Lato occidentale (sul canale di Behm da nord a sud):[5]
  - Promontorio di Curlew (Curlew Point) 55°54′38″N 131°35′26″W
  - Promontorio di Dress (Dress Point)[26] 55°51′15″N 131°33′27″W
  - Promontorio di Brow (Brow Point) 55°50′07″N 131°42′34″W
  - Promontorio di Nose (Nose Point) 55°48′19″N 131°42′30″W
  - Promontorio di Chin (Chin Point) 55°47′19″N 131°42′07″W
  - Promontorio di Busy (Bushy Point) 55°43′46″N 131°43′52″W
  - Promontorio di Escape (Escape Point) 55°39′09″N 131°42′53″W
  - Promontorio di Indian (Indian Point) 55°36′51″N 131°41′58″W
  - Promontorio di Higgins (Pt Higgins) 55°27′24″N 131°50′03″W
- Lato meridionale, sugli stretti di Tongass:[5]
  - Promontorio della penisola (Peninsula Point)[27] 55°22′58″N 131°44′02″W
  - Promontorio della montagna (Mountain Point)[28] 55°17′44″N 131°32′12″W
- Lato orientale (sul canale di Behm da sud a nord):[5]
  - Promontorio Fox (Fox Point) 55°15′35″N 131°03′50″W
  - Promontorio Sharp (Sharp Point) 55°20′37″N 131°01′32″W
  - Promontorio Tramp (Tramp Point) 55°31′33″N 130°58′28″W
  - Promontorio Cactus (Cactus Point) 55°33′22″N 130°56′33″W
  - Promontorio Wart (Wart Point) 55°35′20″N 130°56′37″W
  - Promontorio Skirt (Skirt Point) 55°37′08″N 130°56′25″W
  - Promontorio Whaley (Point Whaley) 55°58′21″N 131°15′54″W
  - Promontorio Claude (Claude Point) 55°57′12″N 131°22′13″W

### Laghi
Alcuni laghi presenti sull'isola (le misure possono essere indicative - la seconda dimensione in genere è presa ortogonalmente alla prima nel suo punto mediano):
| Nome del lago                                  | Quota (m s.l.m.) | Dimensioni in chilometri (lunghezza x larghezza) | Coordinate             |
| ---------------------------------------------- | ---------------- | ------------------------------------------------ | ---------------------- |
| Lago di Claude (Claude Lake)                   | 574              | 1,61 x 0,35                                      | 55°55′34″N 131°20′49″W |
| Lago Long (Long Lake)                          | 70               | 3,20 x 0,15                                      | 55°54′47″N 131°29′01″W |
| Lago di Orchard (Orchard Lake)                 | 39               | 5,60 x 0,50                                      | 55°49′33″N 131°27′48″W |
| Lago di Cedar (Cedar Lake)                     | 58               | 0,87 x 0,30                                      | 55°49′22″N 131°22′45″W |
| Lago di Neest (Neest Lake)                     | 49               | 0,97 x 0,28                                      | 55°46′45″N 131°28′38″W |
| Lago di Bluff (Bluff Lake)                     | 81               | 0,97 x 0,60                                      | 55°46′42″N 131°26′39″W |
| Lago di Grace (Lake Grace)                     | 132              | 7,24 x 0,75                                      | 55°36′24″N 131°03′06″W |
| Lago di Margaret (Margaret Lake)               | 32               | 1,61 x 0,45                                      | 55°41′04″N 131°35′44″W |
| Lago di Orton (Orton Lake)                     | 285              | 1,45 x 0,40                                      | 55°39′23″N 131°26′02″W |
| Lago di Swan (Swan Lake)                       | 68               | 11,25 x 0,5-2,8                                  | 55°36′58″N 131°17′11″W |
| Lago di Snow (Snow Lake)                       | 321              | 0,9 x 0,45                                       | 55°38′40″N 131°27′18″W |
| Lago di Chamberlain (Chamberlain Lake)         | 100              | 1,08 x 0,54                                      | 55°37′59″N 131°29′11″W |
| Lago di Patching (Patching Lake)               | 110              | 5,31 x 0,35                                      | 55°36′12″N 131°29′13″W |
| Lago di Emma (Emma Lake)                       | 108              | 0,97 x 0,48                                      | 55°37′15″N 131°32′52″W |
| Lago di Jordan (Jordan Lake)                   | 20               | 0,7 x 0,8                                        | 55°36′01″N 131°33′30″W |
| Lago di Heckman (Heckman Lake)                 | 42               | 3,22 x 0,5                                       | 55°34′48″N 131°31′42″W |
| Lago di January (January Lake)                 | 195              | 2,41 x 0,37                                      | 55°36′00″N 131°04′10″W |
| Lago di Manzanita (Manzanita Lake)             | 72               | 9,66 x 0,74                                      | 55°32′45″N 131°04′15″W |
| Lago di Lower Wolf (Lower Wolf Lake)           | 76               | 1,13 x 0,39                                      | 55°33′30″N 131°37′08″W |
| Lago di Upper Wolf (Upper Wolf Lake)           | 91               | 2,09 x 0,18                                      | 55°32′03″N 131°35′52″W |
| Lago di Leask (Leask Lake)                     | 76               | 1,13 x 0,68                                      | 55°31′55″N 131°33′54″W |
| Lago di North Saddle (North Saddle Lake)       | 118              | 1,29 x 0,33                                      | 55°32′31″N 131°22′44″W |
| Lago di South Saddle (South Saddle Lake)       | 95               | 0,37 x 0,30                                      | 55°31′33″N 131°22′26″W |
| Lago di Mirror (Mirror Lake)                   | 123              | 7,51 x 0,70                                      | 55°30′21″N 131°09′50″W |
| Lago di Ella (Ella Lake)                       | 78               | 8,5 x 1,47                                       | 55°28′17″N 131°06′34″W |
| Lago di Harriet Hunt (Harriet Hunt Lake)       | 196              | 1,38 x 0,93                                      | 55°29′16″N 131°35′13″W |
| Lago di Emery Tobin (Lake Emery Tobin)         | 441              | 0,27 x 0,20                                      | 55°29′31″N 131°39′30″W |
| Lago di Basin (Basin Lake)                     | 141              | 2,25 x 0,61                                      | 55°25′11″N 131°09′39″W |
| Laghi di Gokachin (Gokachin Lakes)             | 128              | 6,44 x 0,5                                       | 55°24′48″N 131°08′01″W |
| Lago di Mesa (Mesa Lake)                       | 125              | 2,9 x 0,6                                        | 55°23′32″N 131°07′29″W |
| Lago di Big (Big Lake)                         | 89               | 1,34 x 0,97                                      | 55°25′19″N 131°11′32″W |
| Lago di Third (Third Lake)                     | 110              | 1,52 x 0,55                                      | 55°26′30″N 131°11′47″W |
| Lago di Buckhorn (Buckhorn Lake)               | 341              | 1,45 x 0,54                                      | 55°27′06″N 131°23′58″W |
| Lago di Talbot (Talbot Lake)                   | 78               | 1,13 x 0,26                                      | 55°26′46″N 131°38′37″W |
| Lago di Connell (Connell Lake)                 | 72               | 3,06 x 0,60                                      | 55°25′53″N 131°39′48″W |
| Lago di Ward (Ward Lake)                       | 15               | 0,61 x 0,41                                      | 55°24′43″N 131°41′59″W |
| Lago di Perseverance (Lake Perseverance)       | 163              | 2,09 x 0,52                                      | 55°24′07″N 131°40′00″W |
| Lago di Mahoney (Mahoney Lake)                 | 15               | 1,13 x 0,64                                      | 55°25′16″N 131°31′25″W |
| Lago di Upper Mahoney (Upper Mahoney Lake)     | 595              | 1,13 x 0,32                                      | 55°24′29″N 131°33′36″W |
| Lago di Upper Ketchikan (Upper Ketchikan Lake) | 100              | 2,74 x 0,51                                      | 55°23′41″N 131°37′20″W |
| Lago di Lower Ketchikan (Lower Ketchikan Lake) | 100              | 2,9 x 0,48                                       | 55°22′18″N 131°37′41″W |
| Lago di Upper Silvis (Upper Silvis Lake)       | 338              | 1,61 x 0,62                                      | 55°22′38″N 131°31′56″W |
| Lago di Lower Silvis (Lower Silvis Lake)       | 250              | 1,29 x 0,32                                      | 55°22′55″N 131°30′41″W |
| Lago di Granite Basin (Granite Basin)          | 314              | 0,64 x 0,25                                      | 55°22′05″N 131°35′25″W |
| Lago Blu (Blue Lake)                           | 836              | 0,35 x 0,25                                      | 55°21′57″N 131°34′00″W |
| Lago di Whitman (Whitman Lake)                 | 104              | 1,77 x 0,37                                      | 55°20′08″N 131°32′55″W |
| Lago di Carlanna (Carlanna Lake)               | 157              | 0,72 x 0,23                                      | 55°22′19″N 131°41′13″W |

### Fiumi
Principali fiumi dell'isola (le coordinate si riferiscono alla foce):
- Fiume Cow (Cow Creek)[76] 55°56′09″N 131°22′48″W - Sfocia nella parte settentrionale del canale di Behm (Behm Canal).
- Fiume Beaver (Beaver Creek)[77] 55°55′57″N 131°26′07″W - Sfocia nella parte settentrionale del canale di Behm (Behm Canal).
- Fiume Klam (Klam Creek)[78] 55°50′42″N 131°27′59″W - Sfocia nella baia di Klu (Klu Bay).
- Fiume Klu (Klu Creek)[79] 55°50′39″N 131°26′06″W - Sfocia nella baia di Klu (Klu Bay).
- Fiume Orchard (Orchard Creek)[80] 55°49′45″N 131°28′04″W - È tributario del lago di Orchard (Orchard Lake) e quindi sfocia nella baia di Shrimp (Shrimp Bay).
- Fiume Traitors (Traitors Creek)[81] 55°43′00″N 131°31′39″W - Sfocia nella baia di Traitors (Traitors Cove).
- Fiume Carroll (Carroll Creek)[82] 55°39′01″N 131°21′26″W - Sfocia nell'insenatura di Carroll (Carroll Inlet).
- Fiume Margaret (Margaret Creek)[83] 55°41′41″N 131°37′34″W - È tributario del lago di Margaret (Margaret Lake) e quindi sfocia nella baia di Traitors (Traitors Cove).
- Fiume Grace (Grace Creek)[84] 55°39′42″N 130°57′49″W - Nasce dal lago di Grace (Grace Lake) e quindi sfocia nella parte orientale del canale di Behm (Behm Canal).
- Fiume Manzanita (Manzanita Creek)[85] 55°35′48″N 130°58′22″W - Nasce dal lago di Manzanita (Manzanita Lake) e quindi sfocia nella baia di Manzanita (Manzanita Bay).
- Fiume Licking (Licking Creek)[86] 55°33′20″N 131°20′05″W - Sfocia nell'insenatura di Carroll (Carroll Inlet).
- Fiume Calamity (Calamity Creek)[87] 55°31′43″N 131°19′20″W - Sfocia nell'insenatura di Carroll (Carroll Inlet).
- Fiume Marble (Marble Creek)[88] 55°29′44″N 131°18′09″W - Sfocia nell'insenatura di Carroll (Carroll Inlet).
- Fiume Ella (Ella Creek)[89] 55°35′48″N 130°58′22″W - Nasce dal lago di Ella (Ella Lake) e quindi sfocia nella baia di Ella (Ella Bay)
- Fiume Wolf (Wolf Creek)[90] 55°33′34″N 130°39′00″W - Nasce dai laghi Wolf e quindi sfocia nella baia di Moser (Moser Bay).
- Fiume Gunsight (Gunsight Creek)[91] 55°03′49″N 131°20′03″W - Sfocia nell'insenatura di Carroll (Carroll Inlet).
- Fiume Wolf (Wolf Creek)[90] 55°33′34″N 130°39′00″W - Nasce dai laghi Wolf e quindi sfocia nella baia di Moser (Moser Bay).
- Fiume Leask (Leask Creek)[92] 55°30′35″N 131°30′52″W - Nasce dal lago di Leask (Leask Lake) e quindi sfocia nell'insenatura di George (George Inlet).
- Fiume Lunch (Lunch Creek)[93] 55°30′45″N 131°43′25″W - Nasce dal lago di Emery Tobin (Emery Tobin Lake) e quindi sfocia nel canale di Clover (Clover Passage).
- Fiume Waterfall (Waterfall Creek)[94] 55°29′18″N 131°45′55″W - Nasce dal monte Thornton (Thornton Mountain) e quindi sfocia nel canale di Clover (Clover Passage).
- Fiume Whipple (Whipple Creek)[95] 55°26′16″N 131°47′56″W - Nasce dalla cresta di Slide (Slide Ridge) e quindi sfocia nello stretto di Tongass (Tongass Narrows).
- Fiume Ward (Ward Creek)[96] 55°24′32″N 131°42′45″W - Nasce dalla cresta di Slide (Slide Ridge), alimenta il lago di Ward (Ward Lake) e quindi sfocia nello stretto di Tongass (Tongass Narrows).
- Fiume Ketchikan (Ketchikan Creek)[97] 55°20′27″N 131°38′23″W - Nasce presso i laghi di Ketchikan e quindi sfocia nello stretto di Tongass (Tongass Narrows) nel centro della città di Ketchikan.
- Fiume Whitman (Whitman Creek)[98] 55°19′50″N 131°30′51″W - Nasce presso il lago di Whitmann (Whitmann Lake) e quindi sfocia nell'insenatura di George (George Inlet).
- Fiume Beaver Falls (Beaver Falls Creek)[99] 55°22′58″N 131°28′18″W - Nasce presso i laghi Silvis e quindi sfocia nell'insenatura di George (George Inlet).
- Fiume White (White River)[100] 55°28′28″N 131°32′25″W - Sfocia nell'insenatura di George (George Inlet).
- Fiume Gokachin (Gokachin Creek)[101] 55°22′04″N 131°11′22″W - Nasce dai laghi di Gokachin (Gokachin Lakes) e sfocia nell'insenatura di Thorne (Thorne Arm).
- Fiume Sea Level (Sea Level Creek)[102] 55°22′14″N 131°10′36″W - È un affluente del fiume Gokachin (Gokachin Creek).

### Monti
Elenco dei monti presenti nell'isola:
| Nome del monte                       | Quota (m s.l.m.) | Coordinate             | |
| ------------------------------------ | ---------------- | ---------------------- | --- |
| Cresta di Slide (Slide Ridge)        | 634              | 55°25′25″N 131°43′00″W | Si trova nel sud-ovest dell'isola ed ha un andamento da nord-est a sud-ovest.                                     |
| Monte Thornton (Thornton Mountain)   | 741              | 55°27′08″N 131°41′06″W | Si trova a metà della cresta di Slide.                                                                            |
| Monte Brown (Brown Mountain)         | 894              | 55°25′27″N 131°38′10″W | Si trova nel sud-ovest dell'isola.                                                                                |
| Monte Diana (Diana Mountain)         | 865              | 55°24′35″N 131°38′14″W | Si trova nel sud-ovest dell'isola tra il lago di Perseverance (Perseverance Lake) e i laghi di Ketchikan.         |
| Monte Dude (Dude Mountain)           | 812              | 55°24′53″N 131°36′56″W | Si trova nel sud-ovest dell'isola.                                                                                |
| Monte Mahoney (Mahoney Mountain)     | 1.008            | 55°23′47″N 131°32′46″W | Si trova nel sud-ovest dell'isola a sud del lago di Upper Mahoney (Upper Mahoney Lake).                           |
| Monte John (John Mountain)           | 907              | 55°23′52″N 131°34′36″W | Si trova nel sud-ovest dell'isola a sud tra il lago di Upper Mahoney (Upper Mahoney Lake) e i laghi di Katchikan. |
| Monte Fish (Fish Mountain)           | 727              | 55°22′41″N 131°36′17″W | Si trova nel sud-ovest dell'isola a est dei laghi di Katchikan.                                                   |
| Monte Juno (Juno Mountain)           | 734              | 55°23′14″N 131°40′18″W | Si trova nel sud-ovest dell'isola a nord del lago di Carlanna (Carlanna Lake).                                    |
| Monte Ward (Ward Mountain)           | 741              | 55°23′16″N 131°40′43″W | Si trova nel sud-ovest dell'isola a nord del lago di Carlanna (Carlanna Lake).                                    |
| Monte Minerva (Minerva Mountain)     | 727              | 55°22′22″N 131°39′15″W | Si trova nel sud-ovest dell'isola a est del lago di Carlanna (Carlanna Lake).                                     |
| Monte Signal (Signal Mountain)       | 487              | 55°23′14″N 131°42′25″W | Si trova nel sud-ovest dell'isola.                                                                                |
| Picco Northbird (Northbird Peak)     | 1003             | 55°22′24″N 131°33′56″W | Si trova nel sud-ovest dell'isola a nord del lago di Blue (Blue Lake).                                            |
| Monte Roy Jones (Roy Jones Mountain) | 944              | 55°22′13″N 131°34′18″W | Si trova nel sud-ovest dell'isola a nord del lago di Blue (Blue Lake).                                            |
| Monte Achilles (Achilles Mountain)   | 869              | 55°21′14″N 131°32′46″W | Si trova nel sud-ovest dell'isola a nord del lago di Whitmann (Whitmann Lake).                                    |
| Picchi Twin (Twin Peaks)             | 886              | 55°22′06″N 131°30′35″W | Si trova nel sud-ovest dell'isola.                                                                                |
| Monti Deer (Deer Mountains)          | 822              | 55°20′37″N 131°35′38″W | Si trova nel sud-ovest dell'isola a ovest del lago di Whitmann (Whitmann Lake).                                   |
| Monte Doe (Doe Mountain)             | 633              | 55°20′05″N 131°34′51″W | Si trova nel sud-ovest dell'isola a ovest del lago di Whitmann (Whitmann Lake).                                   |
| Monte Buck (Buck Mountain)           | 598              | 55°19′39″N 131°34′14″W | Si trova nel sud-ovest dell'isola a sud-ovest del lago di Whitmann (Whitmann Lake).                               |
| Monte Fawn ('Fawn Mountain)          | 529              | 55°19′04″N 131°33′22″W | Si trova nel sud-ovest dell'isola a sud del lago di Whitmann ('Whitmann Lake).                                    |
| Monte Black ('Black Mountain)        | 610              | 55°16′48″N 131°23′52″W | Si trova nel sud dell'isola tra l'insenatura di Carroll ('Carroll Inlet) e l'insenatura di Thorne (Thorne Inlet). |
| Monte Notch ('Notch Mountain)        | 565              | 55°16′22″N 131°14′29″W | Si trova nel sud-est dell'isola.                                                                                  |
| Cresta Saw ('Saw Ridge)              | 605              | 55°15′24″N 131°12′16″W | Si trova nel sud-est dell'isola.                                                                                  |
| Cresta Alava ('Alava Ridge)          | 487              | 55°15′07″N 131°10′31″W | Si trova nel sud-est dell'isola.                                                                                  |

## Accessi, strade e turismo
Sul lato orientale del canale di Tongass si trovano le città di Saxman e Ketchikan. Mentre sul lato opposto si trova l'Aeroporto internazionale di Ketchikansi (sull'isola di Gravina). Il canale (comprese le due città) è raggiungibile solamente via mare o via aerea in quanto si trova in mezzo a diverse isole dell'Alaska meridionale. In particolare la parte navigabile del canale fa parte dei percorsi della società di navigazione Alaska Marine Highway con collegamenti a nord verso Hollis, Juneau e Wrangell e a sud con Bellingham, Prince Rupert e Metlakatla. È inoltre utilizzata da navi da crociera, da pesca e da diporto. Il canale è anche frequentato da idrovolanti (Ketchikan è il centro regionale per il trasporto aereo verso comunità isolate).
L'isola fa parte della foresta Nazionale di Tongass (Tongass National Forest) e, sul lato orientale del parco nazionale Misty Fiords National Monument.
Un'unica strada (South-North Tongass Hwy) di 44 chilometri collega la baia di Knudson (Knudson Bay) 55°28′27″N 131°47′49″W con la località di Cannery 55°28′27″N 131°47′49″W sull'insenatura di George (George Inlet)  55°22′56″N 131°28′13″W passando per le città di Ketchikan e Saxman.

## Storia
Il primo europeo a scoprire l'isola fu l'esploratore spagnolo Jacinto Caamaño nel 1792; il nome dell'isola è stato dato dal capitano George Vancouver in onore del viceré della Nuova Spagna Juan Vicente de Güemes Padilla Horcasitas y Aguayo secondo conte di Revillagigedo.

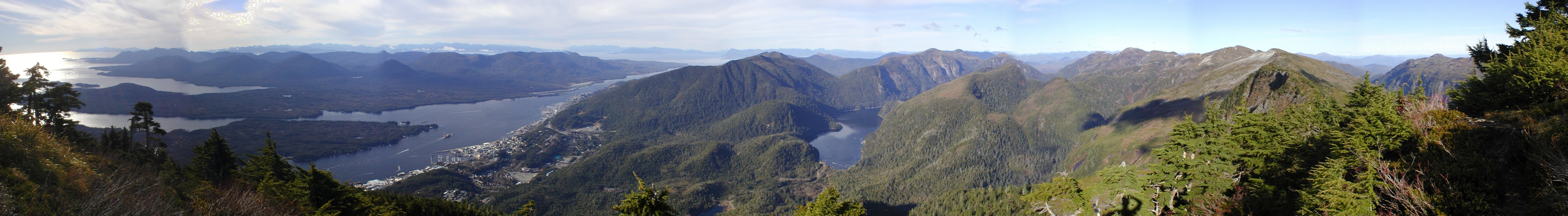
Panorama dell'isola e di Ketchikan dal monte Deer